# Oligodon theobaldi
Oligodon theobaldi este o specie de șerpi din genul Oligodon, familia Colubridae, descrisă de Günther 1868. A fost clasificată de IUCN ca specie cu risc scăzut. Conform Catalogue of Life specia Oligodon theobaldi nu are subspecii cunoscute.

## Etimologie
Numele specific, theobaldi, este în onoarea herpetologului britanic William Theobald.

## Aria geografică
O. theobaldi se găsește în Bangladesh, India (Assam), Myanmar (numită anterior Birmania) și Thailanda.

## Habitat
Habitatul natural preferat al O. theobaldi este pădurea, la altitudini de 220–680 m (720–2230 ft).

## Descriere
O. theobaldi poate atinge o lungime de aerisire a botului (SVL) de 39 cm (15 inchi). Culoarea sa seamănă cu cea a unui șarpe jartieră.

## Reproducere
O. theobaldi este ovipar.